# الإجهاض في أذربيجان
الإجهاض في أذربيجان قانوني عند الطلب حتى 12 أسبوعًا من الحمل، وفي ظروف محددة بين 12 و 28 أسبوعًا. يستند قانون الإجهاض الحالي لأذربيجان إلى قانون الإجهاض الخاص بالاتحاد السوفيتي لعام 1955 عندما كانت أذربيجان جمهورية من الاتحاد السوفيتي (مثل جمهورية أذربيجان الاشتراكية السوفياتية), ولم يتم إجراء أي تغييرات بعد استقلال أذربيجان في عام 1991. بين عامي 1965 و 1987 كان معدل الإجهاض مرتفعًا جدًا (بين 20 و 28%). منذ الاستقلال، انخفض معدل الإجهاض إلى النصف تقريبًا واستقر نسبيًا بعد عام 2000 (بين 12 و 14%). في عام 2014, انتهت 13.8% من حالات الحمل في أذربيجان بالإجهاض، وهو ارتفاع طفيف عن أدنى مستوى مسجل في عام 2005 (12.1%).

## تاريخ
كما هو الحال في كل الاتحاد السوفياتي السابق، كانت أذربيجان، المعروفة قبل عام 1992 باسم جمهورية أذربيجان الاشتراكية السوفياتية, خاضعة لتشريعات ولوائح الإجهاض لاتحاد الجمهوريات الاشتراكية السوفياتية السابق. نتيجة لذلك، كانت ممارسات الإجهاض في أذربيجان مماثلة لتلك في جميع أنحاء الاتحاد السوفياتي السابق.
الوصف الوارد أدناه يتعلق بالوضع في أذربيجان قبل الاستقلال. منذ الاستقلال لم يتم إجراء أي تغييرات في قانون الإجهاض.
المرسوم السوفيتي الصادر في 27 يونيو 1936 يحظر إجراء عمليات الإجهاض إلا في حالة وجود خطر على الحياة، أو تهديد خطير للصحة، أو وجود مرض خطير يمكن أن يرث من الوالدين. كان لابد من إجراء الإجهاض في مستشفى أو دار للولادة. يتعرض الأطباء الذين أجروا عمليات إجهاض غير آمنة خارج المستشفى أو بدون وجود أحد هذه المؤشرات للسجن لمدة سنة إلى سنتين. إذا تم الإجهاض في ظروف غير صحية أو من قبل شخص ليس لديه تعليم طبي خاص، كانت العقوبة السجن لمدة لا تقل عن ثلاث سنوات. يُعاقب من حمل امرأة على الإجهاض بالسجن لمدة عامين. تعرضت المرأة الحامل التي خضعت لعملية إجهاض للتوبيخ ودفع غرامة تصل إلى 300 روبل في حالة تكرار المخالفة.
في مرسوم صادر في 23 تشرين الثاني 1955, ألغت حكومة الاتحاد السوفياتي السابق الحظر العام على إجراء عمليات الإجهاض الوارد في مرسوم 1936. نصت أنظمة أخرى، صدرت أيضًا في عام 1955, على أنه يمكن إجراء عمليات الإجهاض بحرية خلال الأسابيع الإثني عشر الأولى من الحمل، إذا لم يكن هناك موانع، وبعد هذه النقطة، عندما يؤدي استمرار الحمل والولادة إلى إلحاق الضرر بالأم (يتم تفسيرها على أنها تشمل إعاقة الجنين). يجب أن يتم الإجهاض في المستشفى من قبل طبيب، وما لم تكن صحة الأم مهددة، يتم تحصيل رسوم. يخضع الأشخاص الذين أجروا عملية إجهاض بشكل غير قانوني لعقوبات جنائية تنص عليها القوانين الجنائية مثل القانون الجنائي السوفيتي. على سبيل المثال، إذا لم يتم إجراء الإجهاض في المستشفى، فيمكن فرض عقوبة بالسجن لمدة تصل إلى عام واحد، وإذا تم إجراؤها من قبل شخص ليس لديه شهادة طبية متقدمة، فيمكن عقوبة السجن لمدة تصل إلى عامين. في حالة تكرار الجرائم أو وفاة المرأة الحامل أو إصابتها بجروح خطيرة، يمكن فرض عقوبة أعلى تصل إلى ثماني سنوات سجن. المرأة التي خضعت لعملية إجهاض غير شرعية لا تعاقب.
على الرغم من الموافقة على مرسوم ولوائح عام 1955, فإن مشكلة الإجهاض غير القانوني لم تختف تمامًا في الاتحاد السوفيتي السابق. نتج هذا الوضع جزئياً عن موقف الحكومة المتضارب تجاه وسائل منع الحمل. على الرغم من أنها أظهرت في بعض الأحيان دعمًا لوسائل منع الحمل، إلا أنها لم تفعل شيئًا يذكر لتوفير وسائل منع الحمل وفي عام 1974 حظرت بشكل فعال الاستخدام الواسع النطاق لموانع الحمل الفموية. ويعود هذا الوضع جزئيًا إلى إعادة إحياء نهج الإنجاب الذي تبنته الحكومة في بعض الأحيان، والذي بدا غير مواتٍ للإجهاض. وكانت النتيجة الاعتماد على الإجهاض كوسيلة أساسية لتنظيم الأسرة.
بسبب القلق من ارتفاع معدل الإجهاض غير القانوني، أصدرت الحكومة في عام 1982 مرسومًا يسمح بإجراء عمليات الإجهاض لأسباب صحية حتى الأسبوع الثامن والعشرين من الحمل. واصلت الحكومة تمديد الظروف التي كانت فيها عمليات الإجهاض القانونية متاحة، وفي 31 كانون الأول 1987 أصدرت مرسوماً آخر يحدد مجموعة واسعة من المؤشرات غير الطبية لعمليات الإجهاض التي تتم عند الطلب حتى الأسبوع الثامن والعشرين من الحمل. كانت هذه: وفاة الزوج أثناء الحمل; حبس المرأة الحامل أو زوجها; الحرمان من حقوق الأمومة; التعددية (عدد الأطفال يتجاوز خمسة); الطلاق أثناء الحمل; الحمل بعد الاغتصاب; وإعاقة الطفل في الأسرة. علاوة على ذلك، نص الأمر على أنه، بموافقة اللجنة، يمكن إجراء عملية إجهاض لأي سبب آخر.
أدى هذا التمديد في أسباب الإجهاض بعد الأسابيع الإثني عشر الأولى من الحمل، إلى جانب الموقف المتناقض للحكومة تجاه وسائل منع الحمل، إلى زيادة كبيرة في عدد حالات الإجهاض المبلغ عنها رسميًا. ومن العوامل الأخرى التي أدت إلى ارتفاع معدل الإجهاض النقص في وسائل منع الحمل الحديثة عالية الجودة والاعتماد على وسائل تقليدية أقل موثوقية; نقص المعرفة بين الأزواج بشأن وسائل منع الحمل والعواقب الصحية الضارة لعمليات الإجهاض المتكررة; وغياب التدريب المناسب للأطباء والممرضات والمعلمين وغيرهم من المتخصصين. في عام 1989, بلغت نسبة توافر العوازل الذكرية في كامل الاتحاد السوفياتي السابق 11 في المائة فقط من الطلب; اللولب الرحمي, 30 في المائة; والحبوب 2 في المائة. تشير البيانات المأخوذة من مسح عام 1990 للعينة الشاملة لاستخدام وسائل منع الحمل إلى أن 6.5 في المائة من جميع النساء اللائي تتراوح أعمارهن بين 15 و 49 سنة يستخدمن وسائل منع الحمل بانتظام في أذربيجان، و 10.1 في المائة يستخدمن وسائل منع الحمل في بعض الأحيان، و 41.9 في المائة لا يستخدمن أي وسيلة لمنع الحمل و 35.3 في المائة لا يعرفون شيئًا عن وسائل منع الحمل.